# لیک ژنو (فلوریدا)
لیک ژنو (به انگلیسی: Lake Geneva) یک منطقهٔ مسکونی در ایالات متحده آمریکا است که در شهرستان کلی، فلوریدا واقع شده‌است. لیک ژنو ۴۱٫۱۵ متر بالاتر از سطح دریا واقع شده‌است.